# Jan Rem
Jan Hendrik Rem (Krommenie, 14 december 1929 – aldaar, 2 oktober 2014) was een Nederlandse atleet, die zich had toegelegd op de 800 m. Hij behaalde op dit atletiekonderdeel enkele nationale titels.

## Biografie

### Rondje om het plein
Rem organiseerde in de Tweede Wereldoorlog als vijftienjarige scholier samen met een vriend geregeld een soort hardloopwedstrijdje op het Oranjeplein in Krommenie. Deze activiteit raakte plaatselijk bekend als het 'rondje'. Toen een lid van de atletiekvereniging Lycurgus hem daar een keer zag lopen, haalde die hem over om lid te worden van deze club.
In het begin beoefende Rem alle atletiekonderdelen, zonder hierbij op te vallen. Nadat er in de hongerwinter van '44/'45 van atletiek weinig was terechtgekomen, pakte hij in de zomer van 1945 de draad weer op en volgden er al gauw wedstrijden.
Zijn aanleg voor de 800 m kwam echter pas een jaar later aan het licht, toen hij deze afstand een keer liep in de vorm van drie ronden, uitgezet op een voetbalveld. De eerste twee ronden gingen hem gemakkelijk af, maar "na het derde rondje konden ze me wegdragen." Na een kort hierop volgende 800 meterwedstrijd in Heiloo was hij zo kapot, dat hij zichzelf voornam om deze afstand nooit meer te lopen. Totdat hij hoorde dat hij het clubrecord had verbroken. Jan: "Dat gaf zo’n stimulans dat ik met de 800 meter verder ben gegaan."

### Ondanks snellere tijd geen jeugdrecord
In 1948 werd Rem Nederlands jeugdkampioen op dit nummer. Zijn tijd was toen 2.03,8. Het jaar erna kwam hij tijdens een jeugdinterland tegen België tot 1.56,9. Het was weliswaar zijn eerste seniorenjaar, maar in België was in die tijd de overgang van junior naar senior anders geregeld. Hierdoor waren Nederlanders in het jaar waarin zij twintig werden, gerechtigd om in interlands tegen de zuiderburen nog als junior uit te komen. Jammer genoeg voor Rem, die bij deze wedstrijd de Belgen in de eindsprint versloeg, hield dit niet in dat zijn 1.56,9 nu ook als Nederlands jeugdrecord kon worden erkend. Was hij enkele weken later geboren (op of na 1 januari 1930), dan zou zijn tijd een verbetering van dat record zijn geweest met meer dan drie seconden!

### Seniorenkampioen
In 1953 was Jan Rem ook de beste bij de senioren. In 1.57,0 veroverde hij in Den Haag zijn eerste en enige nationale seniorentitel. Hiermee was hij na Frits de Ruijter de tweede die het presteerde om op dit nummer eerst jeugdkampioen te worden en vervolgens seniorenkampioen. Enkele weken later realiseerde Rem tijdens de interlandwedstrijd tegen Duitsland zijn persoonlijk beste 800 meterprestatie van 1.53,8.
Eerder dat jaar was hij uitgenodigd voor de British Games op 23 en 25 mei 1953 in Londen die ditmaal, ter gelegenheid van de kroning van koningin Elizabeth II, waren omgedoopt tot Coronation Games. Rem vond het een hele eer om te mogen optreden in een dergelijk spektakel, waar respectievelijk 30.000 en 45.000 toeschouwers op afkwamen. Zelf werd hij op de 800 m zesde achter Roger Moens, die de wedstrijd won in de Belgische recordtijd van 1.51,4. Hij was echter nog het meest onder de indruk van het feit, dat er op hetzelfde toernooi echte toppers in actie kwamen, zoals Emil Zátopek. "Nou, dat was wat, hoor."

### Interlands
Jan Rem maakte gedurende zijn atletiekloopbaan zo’n tiental keren deel uit van de Nederlandse ploeg die aantrad voor interlands, een in die periode erg populaire wedstrijdvorm. Hij bewaart er mooie herinneringen aan. Zoals die keer tegen Roemenië. Met de KLM waren ze eerst naar Praag gevlogen, wat toen nog achter het IJzeren Gordijn lag. Daarna nam het Roemeense leger het vervoer met een aantal Dakota’s over. Hij herinnert zich hoe hij in Boekarest een glimp van de historische gebouwen opving, die korte tijd later zouden moeten plaatsmaken voor de lelijke bouwsels van Ceauşescu.
Voor de Europese kampioenschappen in Bern in 1954 kwam Rem één seconde te kort om voor uitzending in aanmerking te komen.
Rem was geen natuurtalent, vond hij zelf. Hij noemde zichzelf een 'gemaakte atleet' en moest het hebben van harde training en een regelmatig leven. "Mijn beste wedstrijden liep ik vlak voor de vakanties. Dan liep ik met een gevoel van bevrijding, met de gedachte: het is gauw afgelopen met bijna elke avond trainen, met alles wat er bij hoorde, om in vorm te blijven. Want in die vakanties ging ik op de fiets, later op de scooter door West-Europa." Aanvankelijk maakte hij die tochten alleen, later ook met zijn verloofde.

### Einde
In 1956 beëindigde Jan Rem zijn atletiekloopbaan. Hij had zijn longen geforceerd toen hij in de voorbije winter bij temperaturen van – 20 graden had geprobeerd zijn trainingsschema’s af te werken. Bovendien had hij altijd al last gehad van zijn heupen. Daarbij kwam dat hij inmiddels een drukke baan had als metaalkundige bij Hoogovens. Hij zag niet langer kans om 48 uur per week werken te combineren met de vele trainingsarbeid die hij moest verrichten, wilde hij 'op niveau' blijven presteren. Datzelfde jaar trad hij ook in het huwelijk, wat eveneens bijdroeg tot zijn beslissing.

### Boeken
Rem doorliep bij Hoogovens aanvankelijk een carrière bij de Kwaliteitsafdeling. In die periode schreef hij ook een boek, getiteld "De metaalkunde van blok tot dunne plaat." Op latere leeftijd werd hij Hoofd van de afdeling Werving en Bemiddeling. Deze functie behield hij tot zijn vervroegde pensionering.
Het schrijven ging hem blijkbaar goed af, want na zijn VUT legde Jan Rem, sindsdien een fervent fietser, zich toe op het schrijven van het boek Met het oog op de bodem (uitgegeven door Pirola). Hierin worden een achttal door Rem zelf bedachte routes in Noord-Holland beschreven en toegelicht vanuit een historisch, geologisch perpectief. Alle illustraties en foto's in het 203 bladzijden tellende boek, dat zo'n jaar of tien geleden verscheen, heeft hij zelf gemaakt. Rem werkte hier zes jaar aan.

## Nederlandse kampioenschappen
| Onderdeel | Jaar |
| --------- | ---- |
| 800 m     | 1953 |

## Persoonlijke records
| Onderdeel | Prestatie | Datum           | Plaats   |
| --------- | --------- | --------------- | -------- |
| 400 m     | 50,6 s    | 1955            |          |
| 800 m     | 1.53,8    | 9 augustus 1953 | Treebeek |
| 1500 m    | 4.01,4    | 1954            |          |

## Palmares

### 800 m
- 1950:  NK – 2.01,3
- 1952: 5e Interl. Ned.-België – 1.57,0
- 1952:  NK – 1.58,2
- 1953:  Olympische Dag te Amsterdam – 1.58,9
- 1953: 6e Coronation Games te Londen
- 1953:  Interl. Ned.-Zwitserland – 1.57,8
- 1953:  NK – 1.57,0
- 1953:  Interl. België-Ned. – 1.55,3
- 1953:  Interl. Ned.-Duitsland
- 1953: ? Interl. Engeland-Ned.
- 1954:  Interl. Roemenië-Ned. – 1.54,9
- 1954: 4e Interl. Ned./België – 1.56,1
- 1954: 4e Interl. Duitsland-Ned. – 1.54,8
- 1954:  NK – 1.55,3
- 1955: 4e NK – 2.01,8
- 1955: 5e Interl. Ned-Duitsland – 2.01,4

### 1500 m
- 1953:  NH-kampioenschappen – 4.06,7

- International Standard Name Identifier: 0000 0003 9466 6892
- Nederlandse Thesaurus van Auteursnamen: 227754948
- Virtual International Authority File: 289199127